# Lynn Collins
Viola Lynn Collins, meglio conosciuta come Lynn Collins (Houston, 16 maggio 1977), è un'attrice statunitense.

## Biografia
Nata in Texas, ha studiato recitazione alla Juilliard School. Inizia a lavorare in teatro cimentandosi con ruoli "shakespeariani", tra cui Porzia ne Il mercante di Venezia, Giulietta in Romeo e Giulietta e Ofelia nell'Amleto. Inizia a lavorare in alcune produzioni televisive, infatti appare nella serie televisiva Fantasmi, successivamente lavora per il cinema, partecipando a pellicole come Abbasso l'amore, 30 anni in 1 secondo e 50 volte il primo bacio. Nel 2004 riprende il ruolo di Porzia, già rappresentato a teatro, nel film del 2004 Il mercante di Venezia. Seguono film come Bug - La paranoia è contagiosa, La casa sul lago del tempo e Number 23, inoltre partecipa a 5 episodi della prima stagione di True Blood, interpretando Dawn Green. Nel 2009 vede accrescere la propria popolarità grazie al ruolo di Kayla Silverfox, l'amata di Wolverine, nel film X-Men le origini - Wolverine.

### Vita privata
Dal 2007 al 2013 è stata sposata con l'attore Steven Strait.

## Filmografia

### Cinema
- Never Get Outta the Boat, regia di Paul Quinn (2002)
- Abbasso l'amore (Down with Love), regia di Peyton Reed (2003)
- 50 volte il primo bacio (50 First Dates), regia di Peter Segal (2004)
- 30 anni in 1 secondo (13 Going on 30), regia di Gary Winick (2004)
- Il mercante di Venezia (The Merchant of Venice), regia di Michael Radford (2004)
- Return to Rajapur, regia di Nanda Anand (2006)
- Bug - La paranoia è contagiosa (Bug), regia di William Friedkin (2006)
- La casa sul lago del tempo (The Lake House), regia di Alejandro Agresti (2006)
- The Dog Problem, regia di Scott Caan (2006)
- Number 23 (The Number 23), regia di Joel Schumacher (2007)
- Terapia d'amore (Numb), regia di Harris Goldberg (2007)
- Niente velo per Jasira (Nothing Is Private), regia di Alan Ball (2007)
- Life in Flight, regia di Tracey Hecht (2008)
- Eavesdrop, regia di Matthew Miele (2008)
- Uncertainty, regia di Scott McGehee e David Siegel (2009)
- City Island, regia di Raymond De Felitta (2009)
- X-Men le origini - Wolverine (X-Men Origins: Wolverine), regia di Gavin Hood (2009)
- Blood Creek, regia di Joel Schumacher (2009)
- Angel Crest, regia di Gaby Dellal (2011)
- 10 Years, regia di Jamie Linden (2011)
- John Carter, regia di Andrew Stanton (2012)
- Unconditional, regia di Brent McCorkle (2012)
- Matters of the Heart, regia di Tracey Hecht (2015)
- Lost in the Sun, regia di Trey Nelson (2016)
- The Hollow Point, regia di Gonzalo López-Gallego (2016)
- Cowboy Drifter, regia di Michael Lange (2017)
- Dead Women Walking, regia di Hagar Ben-Asher (2018)
- Beneath Us, regia di Max Pachman (2019)
- Rim of the World, regia di McG (2019)

### Televisione
- Law & Order - Unità vittime speciali (Law & Order: Special Victims Unit) - serie TV, episodio 1x05 (1999)
- The Education of Max Bickford – serie TV, episodio 1x03 (2001)
- One for the Money, regia di David Grossman – film TV (2002)
- Push, Nevada – serie TV, episodio 1x01 (2002)
- Fantasmi (Haunted) – serie TV, 8 episodi (2002)
- Splitsville, regia di Adam Shankman – film TV (2003)
- True Blood – serie TV, 5 episodi (2008)
- Occult, regia di Rob Bowman – film TV (2013)
- Elementary – serie TV, episodio 2x02 (2013)
- HitRECord on TV – serie TV, episodio 1x02 (2014)
- Covert Affairs – serie TV, episodi 5x11-5x12-5x13 (2014)
- Verità apparenti (A Mother Betrayed), regia di Michael Feifer – film TV (2015)
- Poor Richard's Almanack, regia di Neil Marshall - film TV (2016)
- Manhunt: Unabomber – serie TV, 6 episodi (2017)
- The Mission, regia di Michael Offer – film TV (2018)
- The Fix – serie TV, episodi 1x03-1x05 (2019)
- Bosch – serie TV, 8 episodi (2020)
- The Walking Dead – serie TV, 9 episodi (2021-2022)

## Doppiatrici italiane
Nelle versioni in italiano delle opere in cui ha recitato, Lynn Collins è stata doppiata da:
- Domitilla D'Amico in X-Men le origini - Wolverine, John Carter, Law & Order - Unità vittime speciali, Wolverine - L'immortale, Manhunt: Unabomber
- Emanuela D'Amico in True Blood, The Walking Dead
- Connie Bismuto in Il mercante di Venezia
- Perla Liberatori in Bug - La paranoia è contagiosa
- Rossella Acerbo in La casa sul lago del tempo
- Rossella Celindano in Niente velo per Jasira
- Stella Musy in Verità apparenti
- Claudia Catani in Number 23
- Francesca Fiorentini in 30 anni in 1 secondo
- Tiziana Avarista in 10 Years
- Giò Giò Rapattoni in Fantasmi
- Alessandra Korompay in Rim of the World